# Wilhelm Pettersson
Per Johan Wilhelm Pettersson, född 16 september 1814 i Stockholm, död 12 juli 1854 i Stockholm, var en svensk balettdansare, balettmästare och tecknare och silhuettklippare. Han var verksam i Kungliga Baletten vid Operan i Stockholm och räknades bland de mest framstående dansarna under sin tid där.

## Biografi
Wilhelm Pettersson ska ha kommit från en fattig bakgrund. Som barn erbjöds han en gång att fylla en statistroll vid en balett, och han ska då ha fått en sådan smak för det att han ville bli dansör. Han blev elev vid kungliga baletten 1826, premiärelev 1834, sekond-dansör 1835 och Premier- och Grotesk-dansör 1 juli 1838–12 juli 1854. Under 1830-talet nämns han bland de främsta manliga medlemmarna av Kungliga Baletten jämsides med Per Christian Johansson och Carl Wilhelm Silfverberg. Han var tillförordnad balettmästare 1846–1851.
Om honom nämns: 
"Pettersson hade ganska långa ben, som han i sina groteska danser med en vårldslös extravagans slängde omkring sig, och då han en sommar under ferierna jämte Edvard Stjernström och fru Friebel gjorde en turné i landsorten, utlofvades i Kalmartidningen, att man i ett nytt teaterhus skulle skaffa större utrymme åt herr Petterssons pas de chasse och ett slätare golf för den sylfidiska fru Friebels små söta fötter."
Han var en tusenkonstnär och bedrev forskning inom numismatik och var periodvis anställd som biträde i Kungliga myntkabinettet där hans omfattande kunskaper i numismatik var en tillgång. Som konstnär utförde han teckningar och silhuettklipp. 
Pettersson beskrivs som en självupplärd autodidakt: 
"Trots att han ej fått någon bildad uppfostran, hade han på egen hand förvärfvat sig goda kunskaper i åtskiliga ämnen såsom historia och numismatik, hvarför han af riksantikvarien Bror Emil Hildebrand anställdes hos Vitterhetsakademien med arfvode så som e. o. amanuens för att biträda vid de rika myntskatternas ordnande, och han var nära att där vinna ordinarie anställning, då döden bortryckte honom 12 juli 1854."
Wilhelm Pettersson var gift 1850 med korsångaren Juliana Catarina Serling.